# Око-Флекс, Армстронг
Армстронг Инья Эчезолачуку Око-Флекс (англ. Michael Oluwadurotimi Obafemi; род. 2 марта 2002, Дублин) — ирландский футболист, вингер клуба «Цюрих».

## Клубная карьера
Ока-Флекс — воспитанник клубов «Толка Роверс», «Сент Кевинс Бойз», лондонского «Арсенала» и шотландского «Селтика». 11 января 2021 года в матче против «Хиберниана» он дебютировал в шотландской Премьер-лиге в составе последнего. Летом 2021 года Ока-Флекс подписал контракт на два года с возможностью продления ещё на год с английским клубом «Вест Хэм Юнайтед». 25 августа 2022 года в матче квалификации Лиги конференций против датского «Виборга» он дебютировал за основной состав.
Летом 2022 года Армстронг был арендован уэльским «Суонси Сити». 3 сентября в матче против «Куинз Парк Рейнджерс» он дебютировал в Чемпионшипе.   